# Jaden Philogene
Jaden Richard Philogene-Bidace (ur. 8 lutego 2002 w Hammersmith) – angielski piłkarz pochodzenia dominikańskiego, występujący na pozycji napastnika, reprezentant Anglii U-21.

## Życiorys
Jaden Philogene urodził się 8 lutego 2002 roku w Hammersmith. Wychowywał się w Londynie, a swoje pierwsze piłkarskie kroki stawiał w młodzieżowej drużynie Aston Villi, gdzie wyróżniał się na tle innych zawodników. W czasie nauki w Uxbridge High School wielokrotnie zdobywał tytuł najlepszego piłkarza, co zwróciło uwagę skautów z czołowych klubów.

## Kariera klubowa

### Początki
Philogene podpisał umowę z akademią Aston Villi w styczniu 2018 roku, przechodząc tam z Pro:Direct Academy w Londynie. Przed transferem do Aston Villi odbywał testy w kilku angielskich klubach, w tym w Brentford.

### Aston Villa
Po świetnym występie w drużynie U-23, który przyciągnął uwagę takich gigantów jak: FC Barcelona, Paris Saint-Germain i Borussii Dortmund, Jaden Philogene podpisał swój pierwszy profesjonalny kontrakt z Aston Villą.
19 maja 2021 roku zadebiutował w barwach pierwszej drużyny Aston Villi, wchodząc na boisko jako rezerwowy w zwycięskim meczu 2:1 przeciwko Tottenhamowi Hotspur.

### Stoke City
21 stycznia 2022 roku Jaden Philogene został wypożyczony do Stoke City, gdzie miał grać do końca sezonu 2021/2022. Już następnego dnia zadebiutował, wchodząc z ławki rezerwowych w domowym meczu przeciwko Fulham, przegranym 2:3. Łącznie rozegrał 11 spotkań w barwach Stoke, zdobywając jedyną bramkę 8 lutego 2022 roku w wygranym 3:0 meczu ze Swansea City.

### Cardiff City
26 lipca 2022 roku Jaden Philogene został wypożyczony do Cardiff City, gdzie miał grać do końca sezonu 2022/2023. Swój debiut w barwach tej drużyny zaliczył 6 sierpnia 2022 roku, wchodząc z ławki rezerwowych podczas przegranego 1:2 meczu z Reading.

### Hull City
1 września 2023 roku Jaden Philogene przeszedł do Hull City, podpisując kontrakt z tym klubem. Po raz pierwszy w barwach drużyny zagrał 15 września 2023 roku w zremisowanym 1:1 meczu z Coventry City na własnym stadionie.

## Kariera reprezentacyjna

### Anglia U-19
17 listopada 2020 roku Jaden Philogene zadebiutował w reprezentacji Anglii do lat 19 w towarzyskim meczu przeciwko Derby County U-23. Spotkanie zakończyło się wysokim zwycięstwem 8:0, a Philogene popisał się hat-trickiem.

### Anglia U-20
6 września 2021 roku Jaden Philogene zadebiutował w reprezentacji Anglii do lat 20 podczas wygranego 6:1 meczu z Rumunią na stadionie George's Park.

### Anglia U-21
12 października 2023 roku Jaden Philogene zadebiutował w reprezentacji Anglii do lat 21 podczas meczu eliminacyjnego do Mistrzostw Europy U-21 przeciwko Serbii. Anglia zwyciężyła 9:1, a Philogene zaliczył dwa trafienia.